# Pentatropis nivalis
Pentatropis nivalis är en oleanderväxtart. Pentatropis nivalis ingår i släktet Pentatropis och familjen oleanderväxter.

## Underarter
Arten delas in i följande underarter:
- P. n. madagascariensis
- P. n. nivalis